# Orthizema graviceps
Orthizema graviceps är en stekelart som först beskrevs av Marshall 1868.  Orthizema graviceps ingår i släktet Orthizema och familjen brokparasitsteklar. Inga underarter finns listade i Catalogue of Life.